# Tatsumaru Tachibana
Tatsumaru Tachibana (橘龍丸 Tachibana Tatsumaru?, Prefectura de Fukui, 21 de abril de 1991) es un actor de voz japonés afiliado a Stay Luck. Inspirado por la actuación de voz de Kappei Yamaguchi, Tachibana decidió convertirse en actor de doblaje, lo que luego logró gracias a las conexiones de la compañía de teatro de su padre. Algunos de sus papeles notables incluyen a Jin Mo-ri en The God of High School, Eisaku Ohtomo en Aoashi y Sōjirō Sakuraba en Gunjō no Fanfāre.

## Biografía
Tatsumaru Tachibana nació en la prefectura de Fukui el 21 de abril de 1991. En el jardín de infancia, Tachibana vio a Kappei Yamaguchi interpretar la versión masculina de Ranma Saotome en Ranma ½, lo que inspiró a Tachibana a dedicarse a la actuación de voz. A la edad de diez años, su padre fundó una compañía de teatro, que es donde comenzó a actuar profesionalmente. Tachibana usó las conexiones que obtuvo de este trabajo para convertirse en actor de doblaje.

## Filmografía
Los papeles principales están en negrita

### Anime

#### Series de televisión
| Año  | Título                                                                                | Rol                                                                        | Refs.  |
| ---- | ------------------------------------------------------------------------------------- | -------------------------------------------------------------------------- | ------ |
| 2019 | Kabukichō Sherlock                                                                    | Toratarō Kobayashi                                                         | [ 5 ]  |
| 2019 | Pokémon Journeys                                                                      | Divi                                                                       | [ 6 ]  |
| 2019 | Mairimashita! Iruma-kun                                                               | Atori                                                                      | [ 7 ]  |
| 2020 | The God of High School                                                                | Jin Mo-ri                                                                  | [ 8 ]  |
| 2021 | World Trigger 2nd Season                                                              | Yukata Kashio                                                              | [ 9 ]  |
| 2021 | Edens Zero                                                                            | Jamilov, Spider                                                            | [ 6 ]  |
| 2021 | Kageki Shojo!!                                                                        | Estudiantes                                                                | [ 7 ]  |
| 2021 | Shinka no Mi: Shiranai Uchi ni Kachigumi Jinsei                                       | Shota Takamiya                                                             | [ 7 ]  |
| 2021 | Blue Period                                                                           | Utashima                                                                   | [ 10 ] |
| 2022 | Aoashi                                                                                | Eisaku Ohtomo                                                              | [ 11 ] |
| 2022 | Gunjō no Fanfāre                                                                      | Sōjirō Sakuraba                                                            | [ 12 ] |
| 2022 | Hoshi no Samidare                                                                     | Animus                                                                     | [ 13 ] |
| 2023 | Vinland Saga Season 2                                                                 | Thorfinn (Ojos de Bicho)                                                   | [ 14 ] |
| 2023 | Shin Shinka no Mi: Shiranai Uchi ni Kachigumi Jinsei                                  | Shouta Takamiya                                                            | [ 15 ] |
| 2023 | Nanatsu no Maken ga Shihai Suru                                                       | Fay Willock                                                                | [ 16 ] |
| 2023 | Toaru Ossan no VRMMO Katsudōki                                                        | Neither                                                                    | [ 17 ] |
| 2023 | Bikkurimen                                                                            | Jack                                                                       | [ 18 ] |
| 2023 | Kawagoe Boys Sing                                                                     | Zen Koarashi                                                               | [ 19 ] |
| 2023 | Kusuriya no Hitorigoto                                                                | Basen                                                                      | [ 20 ] |
| 2024 | Sokushi Cheat ga Saikyō Sugite, Isekai no Yatsura ga Marude Aite ni Naranain Desu ga. | Licht; Guardia de seguridad; Shinya Ushio; Yoshiaki Fukuhara; Yugo Izumida | [ 21 ] |
| 2024 | Mashle: Kami Satoru-sha Kōho Senbatsu Shiken-hen                                      | Sitter Baby                                                                | [ 22 ] |
| 2024 | Tsuki ga Michibiku Isekai Dōchū Season 2                                              | Izumo Ikusabe                                                              | [ 23 ] |
| 2024 | Bucchigiri?!                                                                          | Shijūrō Momotari                                                           | [ 24 ] |
| 2024 | Ninja Kamui                                                                           | Joseph                                                                     | [ 25 ] |
| 2024 | Mahōka Kōkō no Rettōsei 3rd Season                                                    | Takuma Shippō                                                              | [ 26 ] |
| 2024 | Tonari no Yōkai-san                                                                   | Tenmaru Kobayashi                                                          | [ 27 ] |
| 2024 | Seiyū Radio no Ura Omote                                                              | Shimizu                                                                    | [ 28 ] |
| 2024 | Kuroshitsuji: Kishuku Gakkō-hen                                                       | Gregory Violet                                                             | [ 29 ] |
| 2024 | Boku no Hero Academia 7th Season                                                      | Kunieda                                                                    | [ 30 ] |
| 2024 | Kami no Tō: Ōji no Kikan                                                              | Yuje                                                                       | [ 31 ] |
| 2024 | Uzumaki                                                                               | Tsumura                                                                    | [ 32 ] |
| 2024 | Dungeon ni Deai o Motomeru no wa Machigatteiru Darō ka V: Hōjō no Megami-hen          | Modi                                                                       | [ 33 ] |
| 2024 | Mahō Tsukai ni Narenakatta Onna no Ko no Hanashi                                      | Vicepresidente del Club de Investigación Mágica                            | [ 34 ] |
| 2024 | Blue Lock vs. U-20 Japan                                                              | Kairu Saramadara                                                           | [ 35 ] |
| 2024 | Saikyō no Shienshoku "Wajutsushi" dearu Ore wa Sekai Saikyō Clan o Shitagaeru         | Albert Gambino                                                             | [ 36 ] |
| 2024 | Haigakura                                                                             | Gaishi                                                                     | [ 37 ] |
| 2024 | Yarinaoshi Reijō wa Ryūtei Heika o Kōryaku-chū                                        | Zeke                                                                       | [ 38 ] |
| 2024 | Hoshifuru Ōkoku no Nina                                                               | Capitán de la Guardia                                                      | [ 39 ] |
| 2025 | Kusuriya no Hitorigoto 2nd Season                                                     | Basen                                                                      | [ 40 ] |
| 2025 | Kimi no Koto ga Dai Dai Dai Dai Daisuki na 100-nin no Kanojo 2nd Season               | Novio                                                                      | [ 41 ] |
| 2025 | Wind Breaker Season 2                                                                 | Taishi Mogami                                                              | [ 42 ] |
| 2025 | Fermat no Ryōri                                                                       | Magoroku Inui                                                              | [ 43 ] |
| 2025 | Shūkan Ranobe Anime                                                                   | Narrador                                                                   | [ 44 ] |
| 2025 | Fate/strange Fake                                                                     | Jester Karture                                                             | [ 45 ] |
| 2025 | Kōjo Denka no Kateikyōshi                                                             | Richard Leinster                                                           | [ 46 ] |
| 2025 | Sakamoto Days Part 2                                                                  | Shinaya                                                                    | [ 47 ] |

#### ONAs
| Año  | Título                   | Rol    | Refs. |
| ---- | ------------------------ | ------ | ----- |
| 2021 | Idol Land PriPara        | Mario  | [ 6 ] |
| 2022 | Kotarou wa Hitorigurashi | Tasuku |       |

#### Especiales
| Año  | Título                              | Rol            | Refs.  |
| ---- | ----------------------------------- | -------------- | ------ |
| 2023 | Fate/strange Fake: Whispers of Dawn | Jester Karture | [ 48 ] |

### Videojuegos
| Año  | Título                | Rol                    | Refs.  |
| ---- | --------------------- | ---------------------- | ------ |
| 2021 | The Caligula Effect 2 | Protagonista masculino | [ 49 ] |

### Musicales
| Año  | Título          | Rol               | Refs.  |
| ---- | --------------- | ----------------- | ------ |
| 2016 | Fushigi Yûgi    | Chichiri          | [ 50 ] |
| 2018 | Norn9           | Akito Shukuri     | [ 51 ] |
| 2018 | Sengoku Basara  | Yamanaka Yukimori | [ 52 ] |
| 2019 | Collar × Malice | Takeru Sasazuka   | [ 53 ] |